# Manuel Francisco das Neves Júnior
Manuel Francisco das Neves Júnior (Cedros, 22 de fevereiro de 1870 — Horta, 4 de junho de 1952) foi um influente médico, político e empresário faialense, proprietário de prédios, entre os quais os fornos de cal do Pasteleiro e de uma casa de veraneio naquele sítio dos arredores da cidade da Horta. No período que medeia entre 1917 e 1923 foi por cinco vezes governador civil do antigo Distrito da Horta, o que reflecte bem a instabilidade política induzida ao nível local pela crónica instabilidade governativa da Primeira República Portuguesa. Foi o introdutor das modernas técnicas cirúrgicas nas ilhas do Faial e do Pico.

## Biografia
Oriundo de uma família modesta da freguesia dos Cedros, na então profunda ruralidade do norte da ilha do Faial, Manuel Francisco das Neves Júnior seguiu um percurso de vida devera incomum entre os seus pares. Com 16 anos de idade veio da freguesia natal para a cidade da Horta a fim de estudar. Em quatro anos completou os ensinos primário e secundário e seguiu para Coimbra onde fez os seus estudos preparatórios, ingressando na Faculdade de Medicina da Universidade de Coimbra, estabelecimento onde se formou em 1901. Durante o seu percurso académico em Coimbra foi aluno distinto, sendo-lhe oferecido o acesso à carreira docente universitária.
Optou por regressar à sua ilha natal, dedicando-se de imediato à clínica e à cirurgia, iniciando uma prestigiosa carreira médica que excederia os 40 anos de contínua actividade. Introduzindo na ilha novas técnicas cirúrgicas em cirurugia abdominal, incluindo a realização das primeiras laparotomias e a primeira utilização continuada de técnicas assépticas, rapidamente adquiriu foros de médico ilustre e uma enorme clientela que espalhava pelo Faial e pelas vizinhas ilhas do Pico e de São Jorge. Foi director dos serviços clínicos do Hospital da Santa Casa da Misericórdia da Horta, primeiro instalado no extinto Convento de São Francisco da Horta, onde funcionava desde 1843, e depois no Edifício Walter Bensaúde, com construção iniciada para o efeito. Quando completou 70 anos de idade, a comissão administrativa da Santa Casa  da Misericórdia da Horta homenageou-o neste último edifício, dando o seu nome a uma enfermaria e aí descerrando uma sua fotografia.
Aliou à sua fama como clínico a de benemérito, dispensando cuidados médicos gratuitos a quem os não podia pagar, chegando a assumir à sua custa a compra de medicamentos. Por essa razão foi louvado pela Câmara Municipal da Horta em 26 de fevereiro de 1940, pelos serviços prestados como médico municipal, durante 37 anos. Estas atitudes contribuíram em muito para a sua popularidade, mas não o impediram de reunir uma sólida fortuna, que conjugada com o seu enorme prestígio, o colocou entre os cidadãos mais influentes do Faial do seu tempo.
Quando regressou à Horta, integrou o Partido Regenerador, tornando-se um político local influente, de pendor regionalista. Após a implantação da República o seu prestígio traduziu-se quase de imediato em poder político, pois aderiu ao Partido Unionista, do qual se transformou no líder incontestado na Horta, ganhando de forma retumbante as eleições autárquicas de 1917 no Distrito (apenas não conseguiu a conquista do concelho das Lajes do Pico).
Foi já nesta posição de dominância política a nível local que a 17 de Dezembro de 1917, na sequência de nomeação por Machado Santos, então Ministro do Interior do governo que resultara da sublevação sidonista ocorrida em Lisboa no dia 5 de Dezembro anterior, tomou posse pela primeira vez do cargo de governador civil do Distrito da Horta. Esta nomeação cimentou a ligação do Dr. Neves aos sectores mais ordeiros da Primeira República Portuguesa, fazendo dele o arauto no Faial das ideias da República Nova com que Sidónio Pais pretendia dar um rumo estável à perigosamente ingovernável vida política portuguesa.
Por esta altura já habitava no prestigioso Palacete de Sant’Ana (hoje a Escola Profissional da Horta), uma das melhores, se não a melhor casa de habitação do burgo, que fora pertença dos barões de Santana.
Esta sua primeira passagem pela chefia do distrito foi, como aliás seriam as restantes, muito curta, já que logo após as eleições parlamentares de 1918 foi substituído no cargo. Manteve, contudo, uma grande influência local, dominando a direita faialense durante o período de grande instabilidade política que se seguiu ao assassinato de Sidónio Pais a 14 de Dezembro de 1918. Em consequência até ao ano de 1923 foi chamado a exercer as funções de governador civil por mais quatro vezes, sempre por curtos períodos.
Em 1923 abandona a corrente unionista, então já em desorganização, e adere ao renascido movimento autonomista açoriano, sendo na Horta um dos líderes da Segunda Autonomia. Funda então, com Osório Goulart e outros, o Partido Regionalista do Distrito da Horta, realizando a sua primeira sessão pública em Janeiro de 1924.
Com a Revolução de 28 de Maio de 1926 o incipiente Partido Regionalista foi extinto, como todos os restantes, tendo o Dr. Neves gravitado para o campo dos defensores da Ditadura Nacional, num percurso que faria dele, já na décadas de 1930 e 1940, um destacado membro da União Nacional. Em 1933, integrou, como presidente, a comissão distrital da Horta da União Nacional. Nestas funções continuou a influenciar a vida política faialense até meados da década de 1940, liderando uma das tendências políticas que se digladiavam por influência no interior da máquina administrativa do Estado Novo no distrito.
Para além da sua actividade como médico e político, o Dr. Neves foi ainda um empresário agrícola e comercial de relevo, investindo na introdução de novas raças de gado bovino destinadas à produção de leite e investindo na criação e da cooperativa que daria depois origem, com apoios estatais a que não foi alheia a sua influência, à fábrica de lacticínios dos Cedros, a sua freguesia natal. Dedicado à agricultura e à pecuária, promoveu a melhoria e introdução de sementes e alargamento da área de pastagem, e a introdução e aperfeiçoamento de raças bovinas, merinas e cavalares. Nas suas propriedades da Horta e de Loures deixou obra feita, da qual deu nota nas Actas do Congresso Açoriano realizado em Lisboa (1938).
Também desenvolveu uma indústria de produção de cal, importando pedra de calcário que depois transformava em cal viva. Para tal instalou no Pasteleiro um conjunto de fornos, cujas ruínas ainda ali se vêem, passando a abastecer com aquele produto, durante muitos anos, os mercados do Faial e Pico.
Deixou em testamento parte do Palacete de Sant’Ana à Santa Casa da Misericórdia da Horta, destinando-o, com o terreno anexo, à instalação de uma maternidade e de um lar para crianças. Esse desiderato não se concretizou, mas a Santa Casa da Misericórdia acabou por valorizar o legado, instalando ali a Escola Profissional da Horta, hoje um dos melhores estabelecimentos do género existentes nos Açores.
O Dr. Neves é recordado na toponímia da cidade da Horta e da freguesia dos Cedros pois a Câmara Municipal da Horta, em sessão de 12 de Março de 1931, resolveu que fosse dado o nome «Rua do Dr. Neves» à denominada «Rua das Areias», na freguesia dos Cedros, e que na casa onde nasceu fosse colocada uma lápide. Aquela decisão de 12 de março de 1931 foi ratificada pela Câmara da Horta, em reunião de 19 de dezembro de 1979. Na cidade da Horta, a Comissão Executiva da Câmara Municipal da Horta, em sessão de 17 de fevereiro de 1916, por proposta do vereador Victoriano da Rosa Martins, o 1.º barão da Ribeirinha, vice-presidente daquela Comissão, já havia dado o nome de «Rua Dr. Neves» ao Caminho da Pólvora, desde a ermida de Sant'Ana até à estrada que desce dos Flamengos para Santa Bárbara.